# 山门镇 (平阳县)
山门镇是中华人民共和国浙江省温州市平阳县下辖的一个镇。该镇地处平阳县西部山区，东邻水头镇，东南接南雁镇，西南与顺溪镇接壤，西北、北与文成县出口镇相连。2024年末全镇面积38.84平方公里，辖2个社区，16个建制村，人口约3万人。
该镇自然环境优美，主要河流有怀溪和畴溪。国家3A级旅游景区中国工农红军挺进师纪念园亦位于该镇。

## 行政区划
山门镇下辖以下村级行政区划单位：
老街社区、大桥社区、曙光社区、山门村、郭岙村、大岙村、永安村、下东山村、西山村、悦来村、亭后村、上垟村、水门头村、下路堡村、大岭脚村、溪源村、大屯村、坑东村、田中央村、丁步头村、高一村、高二村、大楼村、下屯村、石牛坑村、包山村、旺庄村、屿边村和梅丰村。